# Урулюнгуй (Краснокаменський район)
Урулюнгу́й (рос. Урулюнгуй) — селище у складі Краснокаменського району Забайкальського краю, Росія. Входить до складу Цілиннинського сільського поселення.

## Населення
Населення — 135 осіб (2010; 170 у 2002).
Національний склад (станом на 2002 рік):
- росіяни — 92 %